# Milko

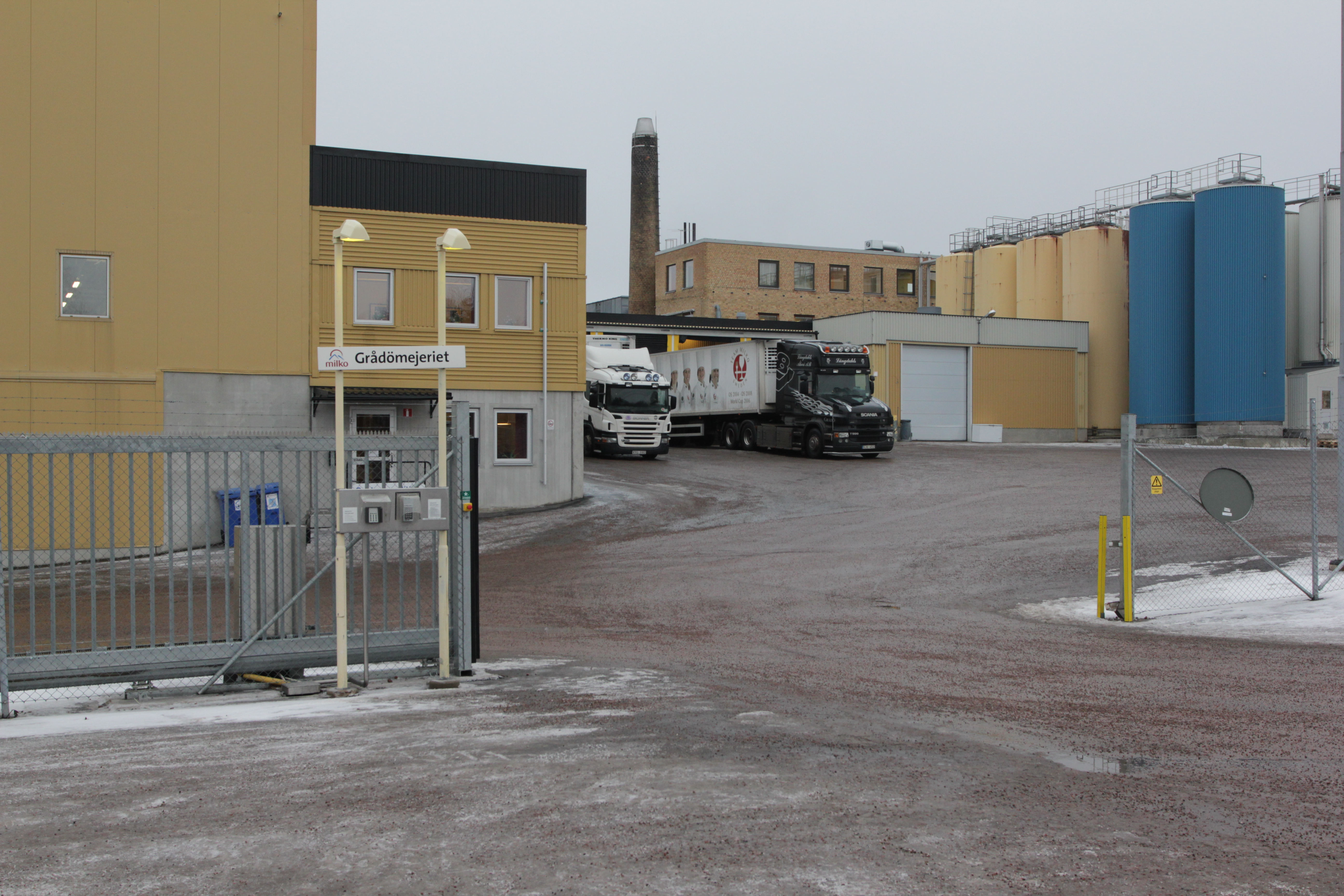
Grådö mejeri.

Milko var en svensk mejeriförening med medlemmar från norra Dalsland, Värmland, Dalarna, Hälsingland, Jämtland, Medelpad och Ångermanland. Mejeriföreningen bildades 1991 som en sammanslagning av Värmlandsmejerier, Dalarnas mejeriförening och Södra Hälsinglands Mejeriet. 2000 fusionerade  NNP (Nedre Norrlands Producentförening) och Milko som då blev Sveriges näst störst mejeriförening efter Arla. Efter några år med vikande lönsamhet övertogs verksamheten av Arla hösten 2011.

## Historik

### Bakgrund och fakta
Milko hade vid grundandet 1991 mejerier i Arvika, Karlstad, Grådö (Hedemora) och Bollnäs. Huvudkontoret fanns i Falun men flyttades till Karlstad. När Milko och NNP fusionerade tillkom mejerierna i Östersund, Sundsvall och Örnsköldsvik.  Huvudkontoret  efter den sammanslagningen blev NNP:s huvudkontor i Östersund. Mjölkproduktionen i Sverige genomgick en kraftig strukturomvandling med stor minskning som följd och verksamheten i Arvika och Örnsköldsvik stängdes och senare även i Bollnäs och Karlstad. 
Milko hade förutom Milko ett antal varumärken som Fjällbrynt för messmör, mesost och mjukost, Bärry för fruktyoghurt och drickyoghurt, Bollnäsfil, Tigermjölk och Fjällfil för dryckesmjölk, filprodukter och yoghurt. Osten såldes först av Norrost och senare av Ostkompaniet, säljorganisationer som Milko var delägare i. Flera av varumärkena tvingades Arla av konkurrensverket att sälja vid övertagandet av Milko 
Milko ägde ett bageri i Bollnäs, Olles Bageri AB, som förutom bröd tillverkade Hälsingeostkaka samt Moas Ostkaka.  

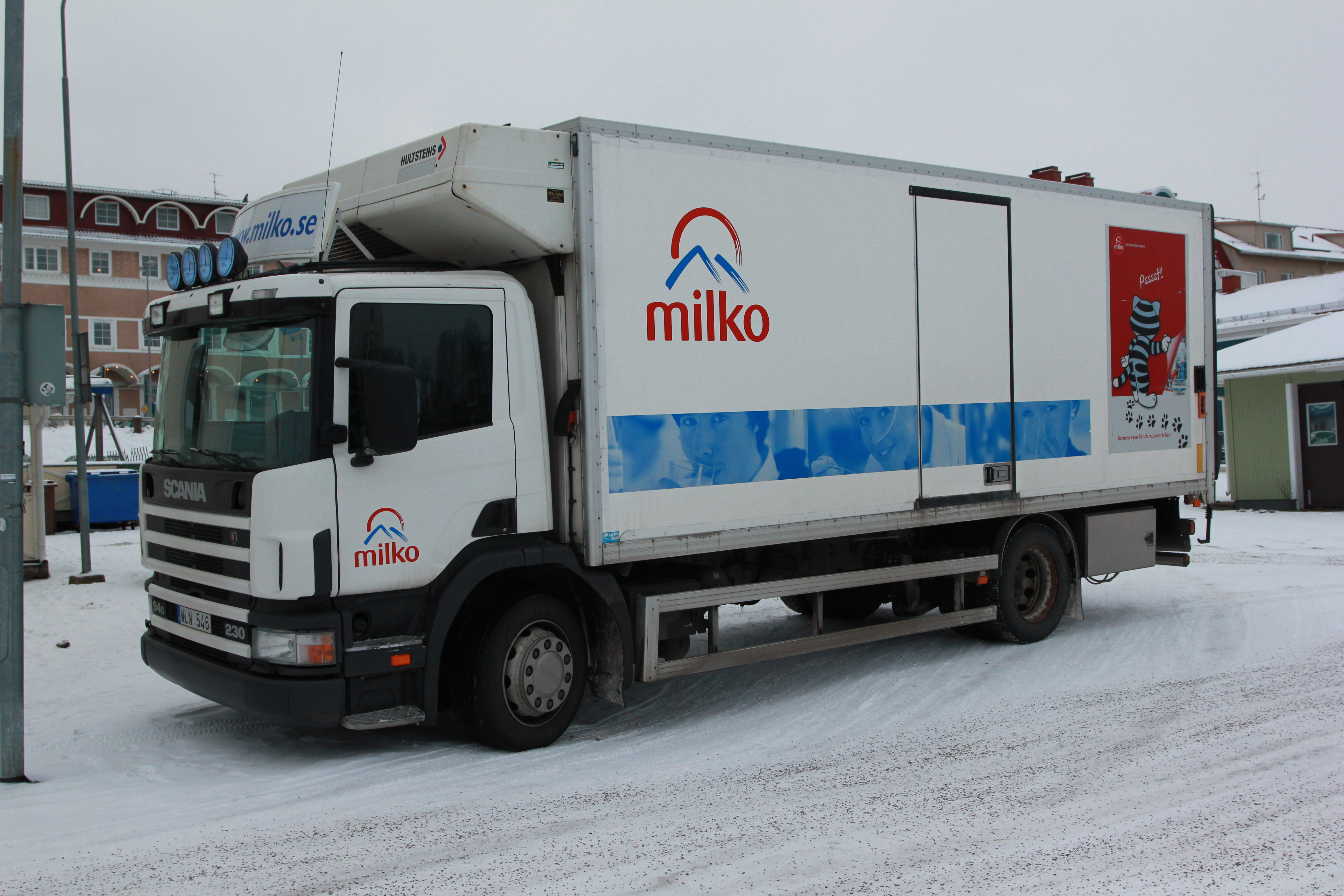
Lastbil i Milkos färger, med logotypen som flyttades över från NNP.

Milko var en ekonomisk förening som ägdes av cirka 560 mjölkbönder med en årlig invägning av cirka 230 miljoner kg vid Arlas övertagande 2011 från ett område som täckte 40% av Sveriges yta. 

### Senare år
Mejeriet i Sundsvall beslutade Milko lägga ned sommaren 2010, varpå Arla lade bud och fick senare köpa mejeriet
Övriga mejerier hade alltmer specialiserat sin produktion. Till exempel paketerades ingen mjölk i Östersund; där tillverkades istället bland annat ost, mjukost och messmör hos Fjällbrynt, ett tidigare dotterbolag till Milko.
Efter några år med sviktande ekonomi bad Milko Arla om att  överta verksamheten. Arla tog över Milkos anläggning i Östersund, medan Grådö såldes till Coop på grund av beslut av Konkurrensverket.

## Källhänvisningar
1. ↑  Arla får köpa mejeriet i Sundsvall
2. ↑  Fakta om fusionen mellan Arla och Milko Arkiverad 14 juli 2014 hämtat från the Wayback Machine. Arla, oktober 2011